# Чемпионат Гуама по футболу
Чемпионат Гуама по футболу (порт. Liga de futebol de Guam Masc) — высший футбольный турнир Гуама. C 2004 года турнир имеет 2 дивизиона. С 2007 года сезон начинается осенью, а заканчивается летом. Ранее проходил по системе весна-осень.

## Сезон 2017-18
- Anderson Bombers
- Bank of Guam B
- Bank of Guam Strykers FC
- Bobcat Rovers
- Crushers FC
- EuroCar FC
- FC Beercelona
- Familia FC
- Isla De Ladrones
- Islanders FC
- LOH Heat
- Pago Bay Disasters
- Куолити Дистрибуторс
- Роверз
- Гуам Шипярд
- Sidekicks FC
- U.O.G. Tritons

## Чемпионы
Победители Чемпионата Гуама:
| - 1990: Университи оф Гуам - 1991: Университи оф Гуам - 1992: Университи оф Гуам - 1993: Университи оф Гуам - 1994: Тимон Тайвон (Тамунинг) - 1995: Г-Форс (Континентальная Микронезия) - 1996: Г-Форс - 1997: Тумон Соккер Клаб - 1998 Итог: Андерсон Соккер Клаб - 1998 Весна: Андерсон Соккер Клаб - 1998 Осень: Айсланд Карго - 1999 Итог: Курс Лайгт Сильвер Баллетс - 1999 Весна: Карпет Оне - 1999 Осень: Курс Лайгт Сильвер Баллетс - 2000 Итог: Курс Лайгт Сильвер Баллетс - 2000 Весна: Курс Лайгт Сильвер Баллетс - 2000 Осень: Нави - 2001 Итог: Стейвел Зум - 2001 Весна: Курс Лайгт Сильвер Баллетс - 2001 Осень : Стейвел Зум - 2002 Итог: Гуам Шипярд - 2002 Весна : Гуам Шипярд - 2002 Осень: Гуам Шипярд | - 2003 Итог: Гуам Шипярд - 2003 Весна : Гуам Шипярд - 2003 Осень: Гуам Шипярд - 2004 Итог: Гуам U-18 - 2004 Весна : Гуам U-18 - 2004 Осень: Гуам U-18 - 2005 Итог: Гуам Шипярд - 2005 Весна: Гуам Шипярд - 2005 Осень: Гуам Шипярд - 2006 Итог: Гуам Шипярд - 2006 Весна: Гуам Шипярд - 2006 Осень: Гуам Шипярд - 2007 Весна: Куолити Дистрибуторс - 2007/08: Куолити Дистрибуторс - 2008/09: Куолити Дистрибуторс - 2009/10: Куолити Дистрибуторс - 2010/11: Карз Плюс - 2011/12: Куолити Дистрибуторс - 2012/13: Куолити Дистрибуторс - 2013/14: Роверз - 2014/15: Роверз - 2015/16: Роверз - 2016/17: Роверз |